# King Buzzo (album)
King Buzzo – trzeci minialbum zespołu Melvins, wydany w 1992 roku przez firmę Boner Records. 

## Lista utworów
1. "Isabella" 3:15
2. "Porg" 4:02
3. "Annum" 4:29
4. "Skeeter" 2:03

## Twórcy
- Buzz Osborne – wokal, gitara, gitara basowa, producent
- Dave Grohl – wokal, gitara, perkusja, gitara basowa
- Barrett Jones – producent, inżynier
- Harvey Bennett Stafford – projekt okładki i artystyczny